# Teupitz
Teupitz  est une municipalité d'Allemagne, située dans le Land de  Brandebourg, dans l'arrondissement de Dahme-Forêt-de-Spree.

## Géographie
La municipalité de Teupitz englobe une grande partie du  Teupitzer See (en).
Le centre de la municipalité se trouve à 45 km au Sud-Est-Sud de celui de Berlin, et à 64 km au Nord-Ouest de celui de Cottbus.

## Histoire
Teupitz fut fondée par des Slaves au VIe siècle, dans une région couverte de forêts.
Un château est mentionné pour la première fois en 1307. En 1346 est érigée l'église (Heilig-Geist-Kirche (Teupitz) (de)).
Le village subit les horreurs de la guerre de Trente Ans, son château en sortant endommagé. En 1687, un incendie cause d'importants ravages dans le bourg, dont la population est de 209 habitants en 1722. En 1717, Frédéric-Guillaume Ier achète le château, et y établit le siège d'un huissier royal. De 1788 à 1791, le bâtiment est détruit jusqu'au rez-de-chaussée, sur ordre royal, puis est vendu par Frédéric-Guillaume III en 1812.
Lors de la Campagne d'Allemagne (1813), des troupes y  stationnent, ainsi que dans de nombreuses communautés environnantes, ce qui est un fardeau important pour les habitants.
Un hôpital est ouvert en  1908, pouvant accueillir 1200 patients.
De 1941 à 1945 fonctionne un camp de prisonniers de guerre Serbes. De 1945 à 1994, l'hôpital accueille des membres de l'Armée rouge. Il est privatisé et acheté par la société Asklepios Kliniken (de) en 2005.